# Pseudocalotes khaonanensis
Espèce
Pseudocalotes khaonanensis est une espèce de sauriens de la famille des Agamidae.

## Répartition
Cette espèce est endémique du Sud de la Thaïlande. 

## Étymologie
Son nom d'espèce, composé de khaonan et du suffixe latin -ensis, « qui vit dans, qui habite », lui a été donné en référence au lieu de sa découverte, les monts Khao Nan.

## Publication originale
- Chan-Ard, Cota, Makchai & Laoteow, 2008 : A new species of the genus Pseudocalotes (Squamata: Agamidae) from peninsular Thailand. The Thailand Natural History Museum Journal, vol. 3, no 1, p. 25-31.